# 中田彩
中田 彩（なかた あや、1975年10月5日 - ）は、愛知県出身の歯科医、タレント。血液型はO型。CLAUDIA ENTERTAINMENT所属。 愛知学院大学歯学部卒業。
歯科医業をする傍ら、テレビ番組に出演したり、写真集やDVDをリリースしている。
2017年7月、マレーシア政府観光局日本公認SNSサポーターの第1号に就任。

## 来歴
祖父、父、共に歯科医という家庭で育つ。12歳より子役として地元・名古屋の児童劇団に所属していたが、歯科医師を目指すと決めてからは勉強を優先させ、1994年4月に愛知学院大学の歯学部に入学した。
6年後の2000年3月に同大学を卒業。 その後上京し、2001年4月に日本歯科大学付属病院に研修医として入る。
2002年3月に研修を終え、そのまま同病院の医局員として勤務。 時を同じくして、同年4月より日本テレビ『恋のから騒ぎ』に「9期生」としてレギュラー出演した事をきっかけに、タレント活動も並行して開始した。 2003年3月の番組卒業後も同医局に勤務。
2004年8月より、恩師の誘いで、地元・名古屋のホテル「ヒルトン名古屋」のデンタルエステに立ち上げから参加し、東京に暮らしながらスーパーバイザーとして越境通勤を開始。
2005年8月31日、オフィシャルブログ「彩先生のみんなの歯医者さん」を開設（2008年12月30日で更新終了）。
2005年12月より、友人の誘いで歯列矯正専門の歯科医院「銀座並木通り矯正歯科」にて副院長として勤務。
2008年12月30日、新たなオフィシャルブログ「彩先生のみんなの歯医者さん!!」をアメーバブログにて開設。
2011年より、所属事務所をオーケープロダクションからCLAUDIA ENTERTAINMENTへと移籍した。
2011年より、「デンタルクリニック南池袋」にて勤務。 
2017年5月よりマレーシアのクアラルンプールに移住し、同年7月、マレーシア政府観光局日本公認SNSサポーターの第1号に就任した。
2021年8月、YouTubeにチャンネルを開設した。

## 人物
- 趣味は犬・読書[1]。

- 兄弟はおらず、一人っ子。

- 小学4年生の時に劇団四季の舞台を観て影響され、名古屋の児童劇団のオーディションを受けて所属する。 中学では、演劇部が無かったために署名活動をして演劇部を作ったり、高校でも演劇部に所属し、更にそれとは別の高校生劇団にも参加するなど、非常に演劇を愛していた。

尚なお、劇団「少年社中」を主宰する毛利亘宏は、東邦高校時代の同級生&であり部活仲間である。
- 『恋のから騒ぎ』のオーディションを受けた理由は、歯科医として、明石家さんまの出っ歯を生で見たかったから。 その事をさんま本人に話した結果、オーディションに合格となったが、その後同番組にレギュラー出演していた時期に、母親が他界した事を自身のブログで語った。

- テレビ出演する際は、同じ『恋のから騒ぎ』出身者&医師業である西川史子と共演する事が多い。その際、西川から「ぶりっ子」とイジられるのが定番。

- 2007年11月22日に、結婚した事を発表した[5]。
- 2012年9月11日に父親が他界。
- 2014年9月11日に長女を出産した[6]。
- 2019年10月、2003年より飼っていた愛犬アリエル16歳がマレーシアの自宅で他界したことをインスタグラムにて発表。

## 主な出演作品

### バラエティ番組
日本テレビ系
- 恋のから騒ぎ （2002年 - 2003年） 9期生
- 踊る!さんま御殿!!
- 人生が変わる1分間の深イイ話
- ザ!世界仰天ニュース
- バカなフリして聞いてみた
- 未来予報201X
- オジサンズ11
- 名医が薦めるレストラン
- 女優魂
- ラジかるッ!
- 小中学校教科書クイズ
- カートゥンKAT-TUN

フジテレビ系
- ホンマでっか!?TV
- ネプリーグ
- ペケ×ポン
- クイズ!ヘキサゴンII
- 平成教育予備校
- ジャンプ○○中　生態調査中
- 女医リーナ
- 北野タレント名鑑
- 森田一義アワー 笑っていいとも!

TBS系
- TBSニュースバード
- サンデージャポン
- オールスター感謝祭
- 私の何がイケないの？夏SP
- 島田検定!! 国民的潜在能力テスト

テレビ朝日系
- お願い!ランキング
- くりぃむクイズ ミラクル9
- クイズプレゼンバラエティー Qさま!!
- たけしの家庭の医学
- 大胆MAP
- 中居正広のミになる図書館

テレビ東京系
- ドライヴ a go go
- ありえへん∞世界
- フカボリン

スカイパーフェクTV!
- 矢部美穂の女の蜜談 （MONDO21）

BS放送
- 大人の自由時間 （日本BS放送）

### ラジオ
- ストリーム （TBSラジオ）
- テリー伊藤のってけラジオ （ニッポン放送）
- いってらっしゃい　健康コーナー （RFラジオ日本）
- Jam the WORLD （J-WAVE）
- RADIPEDIA （J-WAVE）
- J-WAVE TOKYO MORNING RADIO （J-WAVE）

### CM
- フィリップス 「ソニッケアー」

## 書籍
- 恋のから騒ぎ 卒業メモリアル'02 - '03 9期生 （2003年3月、日本テレビ放送網）

### 写真集
- 彩先生 （2007年10月5日、竹書房）
- off-white （2009年6月10日、ゴマブックス）

## DVD
- 彩先生 （2007年10月5日、竹書房）
- 彩先生! 愛してる!（2012年6月22日、イーネット・フロンティア）